# Verbivske, Vasîlkivka
Verbivske (în ucraineană Вербівське) este un sat în așezarea urbană Pîsmenne din raionul Vasîlkivka, regiunea Dnipropetrovsk, Ucraina.

## Demografie
Componența lingvistică a localității Verbivske
     Ucraineană (96,59%)
     Rusă (2,84%)
     Alte limbi (0,42%)
Conform recensământului din 2001, majoritatea populației localității Verbivske era vorbitoare de ucraineană (96,59%), existând în minoritate și vorbitori de rusă (2,84%).